# 13425 Waynebrown
13425 Waynebrown este un asteroid din centura principală de asteroizi.

## Descriere
13425 Waynebrown este un asteroid din centura principală de asteroizi. A fost descoperit pe 15 noiembrie 1999 la Fountain Hills (Arizona) de Charles W. Juels. Asteroidul prezintă o orbită caracterizată de o semiaxă mare de 3,06 ua, o excentricitate de 0,15 și o înclinație de 0,7° în raport cu ecliptica.